# Le Labo
Le Labo (фр. «лабораторія»)  — парфумерний бренд, що базується в Нью-Йорку та належить Estée Lauder. 

## Історія
Бренд Le Labo заснований в 2006 році в Нью-Йорку Едді Роші та Фабрісом Пено.  

## Товари
Основна лінійка Le Labo включає 18 ароматів і 9 атмосферних кімнатних ароматів. Склади не містять продуктів тваринного походження, парабенів, консервантів або барвників та не тестуються на тваринах. Аромати змішуються під час покупки, ім'я покупця друкується на коробці та парфумерному флаконі. Бренд випускає 13 ексклюзивних ароматів, які доступні лише в певних містах світу. Наприклад, Vanille 44 продається в лише Парижі, а Gaiac 10 — у Токіо.

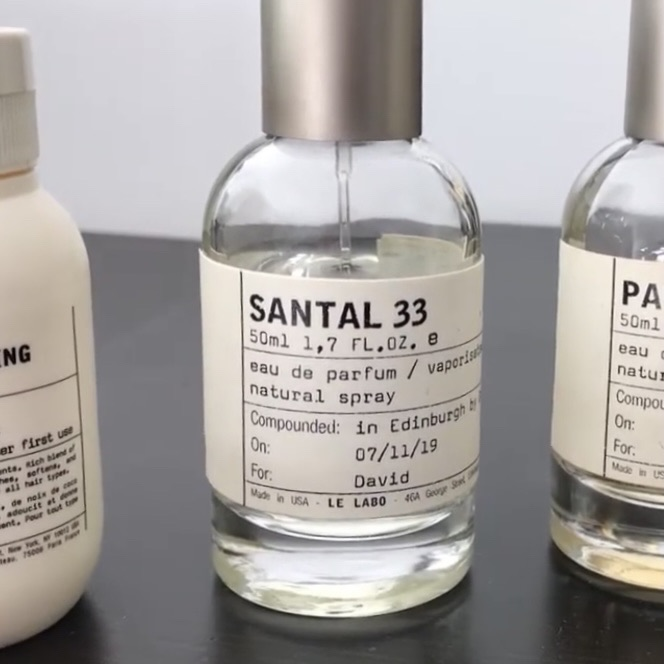
Флакон парфумів Le Labo.

## Локації магазинів
Перший магазин відкрився на вулиці Елізабет у Нью-Йорку.  Бренд має окремі бутіки та прилавки в універмагах у країнах та регіонах, зокрема у США, Данії, Саудівській Аравії, Канаді, Мексиці, Великобританії, Німеччині, Франції, Бельгії, Гонконгу, ОАЕ, Кувейту, Японії, Малайзії, Сінгапуру, Китаї, Південній Кореї,  Таїланду, Австралії та на Тайвані. 